# Фролова Людмила Валеріївна
Фролова Людмила Валеріївна (29 липня 1953) — радянська хокеїстка на траві.
Бронзова призерка Олімпійських Ігор 1980 року.